# BM Supermercados
BM Supermercados, o simplemente BM, es el nombre por el que se conoce la línea de supermercados española perteneciente al grupo empresarial Uvesco, fundado en 1993 por la fusión de la cántabra VES y la vasca Unialco. BM Supermercados es la enseña más conocida de la compañía, quienes también operan bajo las marcas comerciales Super Amara y BM Shop. La sede se encuentra en la localidad fronteriza de Irún, provincia de Guipúzcoa.
Cuentan con establecimientos en las tres provincias del País Vasco (Álava, Guipúzcoa y Vizcaya), Navarra, Cantabria, La Rioja, Madrid y en la provincia castellanoleonesa de Ávila.

## Historia
Uvesco se forma en 1993 cuando la empresa cántabra VES, con sede en Los Corrales de Buelna, y la guipuzcoana Unialco se fusionan. Tras la fusión, centraron sus esfuerzos en la expansión en la zona norte, especialmente en el País Vasco, Cantabria y Navarra. En 2011, la compañía logra consolidarse en la provincia de Vizcaya tras la compra de 50 establecimientos de la marca Ercoreca. Tras este movimiento, Uvesco se aseguró una cuota de mercado cercana al 20% del total de la comunidad autónoma. En 2013 BM Supermercados se consolidó como la enseña principal de Uvesco. Ese año comenzó la incursión en el mercado de la comunidad de La Rioja. En 2015 BM lanzó su tienda en línea. En 2018 abrió varios establecimientos en la Comunidad de Madrid y uno en Arenas de San Pedro (Ávila).
En 2021, Uvesco compró varios establecimientos a la catalana Condis para aumentar su cuota de mercado en la Comunidad de Madrid siguiendo su estrategia de expansión en contraposición a la estrategia general de otros supermercados regionales centrados en sus mercados de origen. En 2024 adquirió 31 establecimientos más en Madrid al hacerse con los súper Hiber.
Entre 2023 y 2024 se valoró la venta de toda la línea de supermercados a la francesa Carrefour impulsada por PAI Partners, principal accionista de Uvesco. La venta suponía la adquisición por parte de Carrefour de los 333 establecimientos de la marca, 4 plataformas logísticas, la tienda online y una plantilla cercana a los 7000 empleados que le ayudarían a afianzar su presencia en el norte de España con una operación que se especulaba que rondaría entre los 700 y 800 millones de euros. Finalmente, la operación fue cancelada en diciembre de 2024 tras aflorar la iniciativa de algunos accionistas vascos de BM que prepararon una oferta que evitara la adquisición de Uvesco por parte de Carrefour, con lo que garantizan su arraigo en un movimiento apoyado «discretamente» por el Gobierno Vasco.

## Líneas de negocio

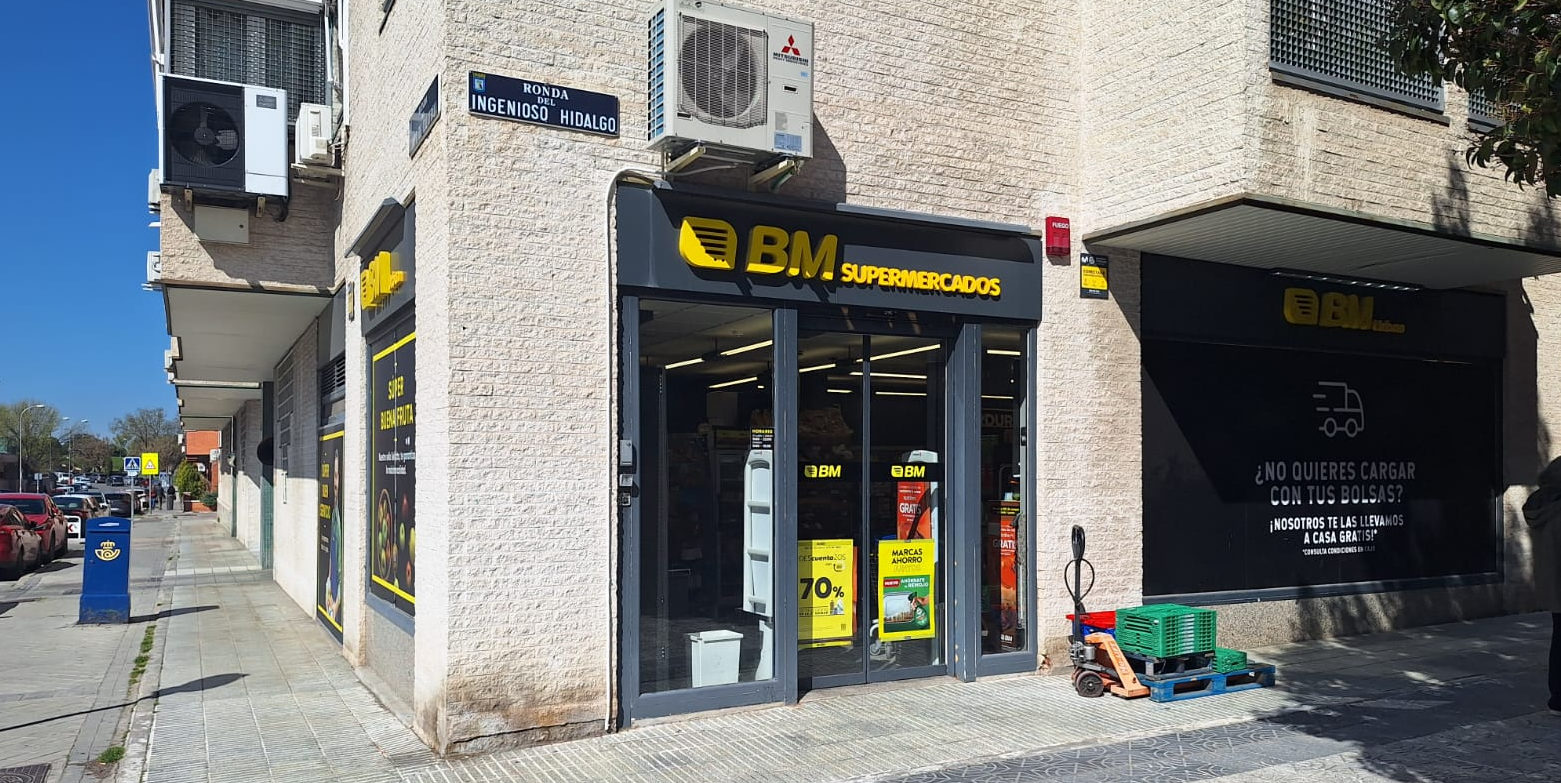
Supermercado de la cadena BM en el barrio de Tres Olivos, Madrid.

Las líneas de negocio actuales de BM se dividen en:
- BM Supermercados.
- BM Shop.
- BM Online.